# Piper orizabanum
Piper orizabanum är en pepparväxtart som beskrevs av C. Dc.. Piper orizabanum ingår i släktet Piper och familjen pepparväxter. Inga underarter finns listade i Catalogue of Life.